# Santuario di Santa Maria Addolorata
Il santuario di Santa Maria Addolorata si trova nel comune di Cernusco sul Naviglio, nella Città metropolitana di Milano.

## Storia e descrizione

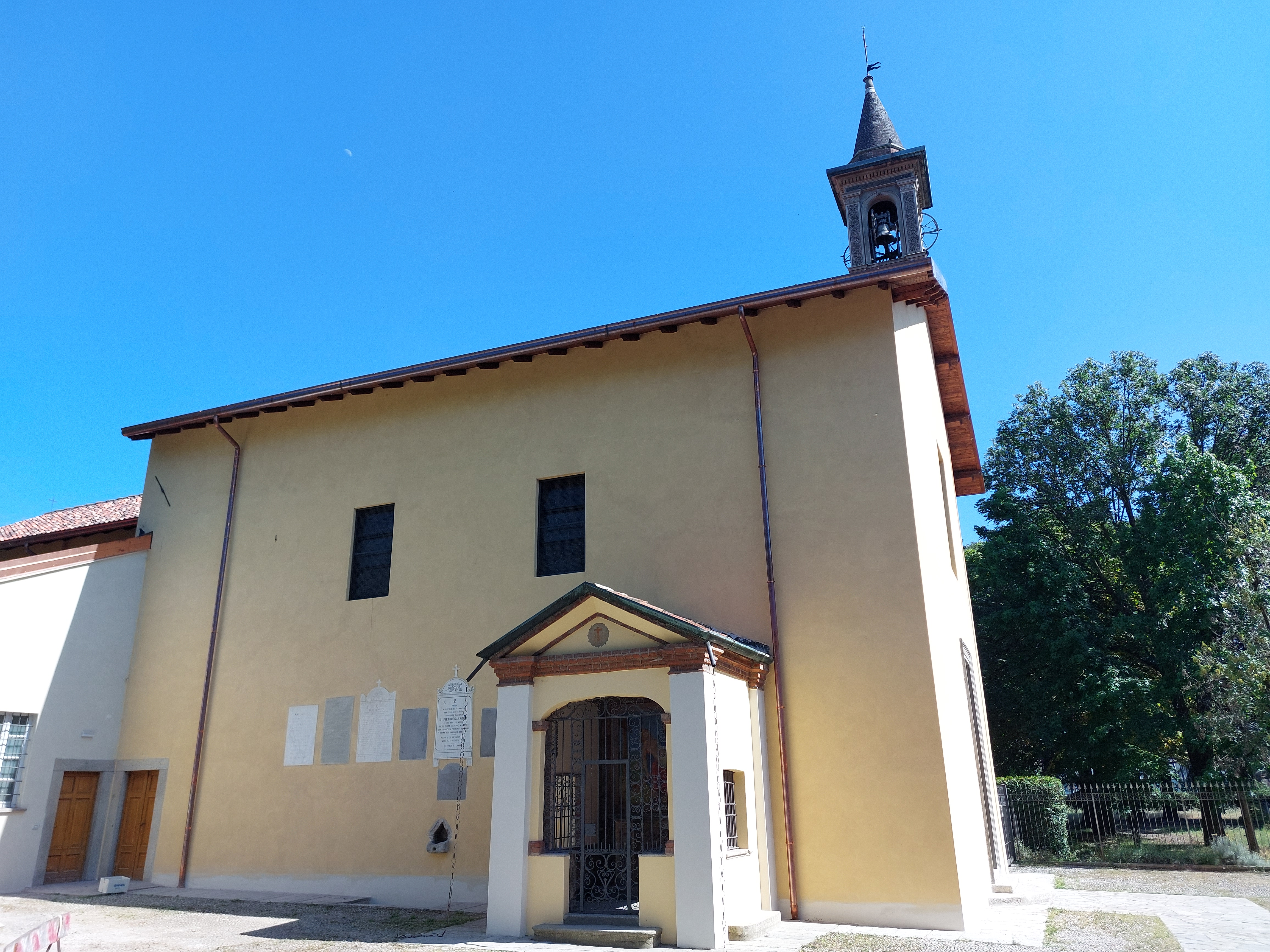
Vista laterale della chiesa.

I primi documenti che riguardano la Chiesa risalgono al 1119, ma recenti ritrovamenti permettono di far risalire la costruzione almeno al IX secolo.
A partire dal 1642 fu radicalmente trasformata, passando da una pianta a due navate asimmetriche, a una sola navata. L'affresco della Madonna Addolorata nella cappellina esterna fu solo restaurato e non portato all'interno, così come aveva indicato il cardinale Federico Borromeo nel 1602.
Nel 1837 fu aperto il nuovo presbiterio, sfondando la parete ad est e fu posto il nuovo altare, separato dalla navata da una balaustra in marmo rosso variegato con specchiature rettangolari in marmo nero di Ravenna. Nell'altare furono anche collocate una statua in terracotta rappresentante Gesù morto (XVII secolo) ed una della Vergine (XVIII secolo), in legno intagliato e dipinto, in cui si raffigura la tradizionale iconografia dell'Addolorata, in veste rossa e manto azzurro, entrambi a fiorami dorati, ed il petto trafitto da sette spade. Una nube, con teste di cherubini, in legno argentato, fa da basamento al simulacro. Nella chiesa si trova anche un Crocifisso ligneo del XVII secolo.
Una vetrata datata al 1562, raffigurante la Pietà, probabilmente eseguita dalle scuole vetrarie bavaresi, venne collocata sulla facciata nel 1934.
Nel 1998 è stato realizzato il nuovo portale in bronzo, su disegno di Felice Frigerio, nelle cui formelle viene raffigurato il tema di Maria Madre della Chiesa e recentemente è stato inaugurato un nuovo altare.
Il Santuario conserva una ricca raccolta di ex voto.
La festa del Santuario cade nella terza domenica di settembre.

## Pellegrinaggi
Il Santuario è parte del Cammino di Sant'Agostino e precisamente della foglia orientale: risulta essere l'arrivo della prima tappa che parte dal Duomo di Milano.